# Лебедєв Анатолій Якович
Анатолій Якович Лебедєв (4 травня 1918, село Урталга, Пермська губернія — 1993) — радянський і український вчений-економіст. Учасник Німецько-радянської війни. З першої половини 1950-х працював на кафедрі політичної економії Харківського юридичного інституту. Мав вчене звання доцента (1974).

## Життєпис
Анатолій Лебедєв народився 4 травня 1918 року в селі Урталга Пермської губернії. Освіту здобув у середній школі, яку закінчив у дев'ятнадцять років — у 1937 році. У вересні того ж року він сам став учителем у школі. Працював на цій посаді аж до листопада 1939 року, коли був призваний до Червоної Армії. Під час служби в армії закінчив військово-політичне училище і став політруком.
Починаючи з травня 1942 року брав участь у боях Німецько-радянської війни. У жовтні того ж року отримав призначення на посаду комісара батареї, а ще через кілька місяців став комісаром 248-го загону однієї з бригад 1-го Українського фронту. Був комісаром цього загону до кінця 1943 року. На останньому етапі війни отримав поранення і контузію, але продовжив службу. У 1947 році був демобілізований, але через поганий стан здоров'я рік не міг працювати. Був нагороджений наступними орденами — трьома Вітчизняної війни (одним I ступеня — 6 квітня 1985 і двома II ступеня — 16 листопада 1943 і 20 січня 1944) і двома Червоної Зірки (12 травня 1943 і 30 квітня 1945).
У 1948 році він вступив до Харківського юридичного інституту, який закінчив через чотири роки. Після закінчення вишу залишився в ньому працювати на кафедрі політичної економії, де обійняв посаду асистента. У 1954 році пройшов курси в Київському державному університеті імені Т. Г. Шевченка, внаслідок чого був підвищений на посаді до старшого викладача. Працюючи на кафедрі політичної економії Харківського юридичного інституту займався розробкою наукового напрямку «розширене відтворення в сільському господарстві». У 1960-х роках на кафедрі досліджувалася проблема організації та оплати праці, в межах цієї роботи в 1969 році Лебедєв видав брошуру «Міжколгоспні об'єднання».
У середині 1970-х років шістьом викладачам кафедри були надані вчені звання доцента. Одним з них був Анатолій Лебедєв, який отримав це звання у квітні 1974 року. Він обіймав посаду доцента на цій же кафедрі. Був нагороджений медаллю «За доблесну працю. В ознаменування 100-річчя від дня народження Володимира Ілліча Леніна». Станом на 1991 рік продовжував працювати на кафедрі. Помер у 1993 році.

## Науковий доробок
За період своєї наукової діяльності А. Я. Лебедєв став автором і співавтором більш ніж тридцяти наукових праць.
- Лебедев А. Я. Хозяйственный расчет и история развития организационных форм управления хозяйственной деятельностью МТС // Научная конференция, посвященная 40-летию Советской власти. — 1957. — С. 39—46.
- Лебедев А. Реорганизация МТС и создание районных инспекций по сельскому хозяйству // Харьковский юридический институт. Ученые записки. — Х. : Харьк. юрид. ин-т, 1960. — Вып. 14 (Сборник работ аспирантов). — С. 43—54.
- Лебедев А. Борисовский «Межколхозстрой». — Белгород: Белгородское книжное издательство, 1961. — 22 с.
- Лебедев А. Я. Межколхозные объединения // Харьковский юридический институт. Ученые записки. — Х. : Харьк. юрид. ин-т, 1961. — Вып. 15 (Сборник работ аспирантов). — С. 85—98.
- Лебедєв А. Я. Міжколгоспні об'єднання. — Х. : Прапор, 1969. — 71 с.
- Шерстюк И. Н., Марченко О. С., Лебедев А. Я. Механизм управления хозяйством в условиях развитого социализма // Проблемы социалистической законности. — Вып. 11. — Х.: Вища шк. / отв. ред. В. Я. Таций, 1983. — С. 33—40.
- Лебедев А. Я., Марченко О. С. XXVI съезд КПСС о возрастании экономической роли социалистического государства // Проблемы социалистической законности. — Вып. 13. — Х. : Вища шк. / отв. ред. В. Я. Таций, 1984. — С. 3—9.
- Лебедев А. Я., Задыхайло А. М. К вопросу о системе объективных факторов, формирующих творческую личность студента // Республиканская научно-практическая конференция «Социальные и правовые проблемы деятельности высшей школы в условиях обновления»: тезисы докладов и сообщ. 24—27 сент. 1991 г. — Х. : Укр. юрид. акад., 1991. — С. 215.